# Угроза убийством или причинением тяжкого вреда здоровью в уголовном праве России
Угроза убийством или причинением тяжкого вреда здоровью в уголовном праве России — деяние, являющееся преступным согласно статье 119 Уголовного кодекса РФ. Уголовная ответственность устанавливается за применение психического насилия в форме угрозы убийством или причинением тяжкого вреда здоровью, если имелись основания опасаться осуществления этой угрозы.

## Состав преступления

### Объект преступления
Основным непосредственным объектом данного преступления является неприкосновенность личности от психического насилия.

### Объективная сторона преступления
Объективная сторона состава, предусмотренного ст. 119 УК РФ, включает в себя в качестве основного элемента деяние в форме доведения до сведения потерпевшего угрозы причинением тяжкого вреда здоровью или смерти. Форма доведения угрозы может быть устной, письменной, электронной и др. Угроза также может вытекать непосредственно из действий, осуществляемых виновным: демонстрация способного причинить указанные последствия оружия или орудия (пистолета, топора), совершение жестов, из которых вытекает намерение причинить указанные последствия и т.д.
Основными характеристиками угрозы, необходимыми для наличия состава данного преступления являются её конкретность и реальность. Конкретность угрозы предполагает, что из её содержания недвусмысленным образом должно вытекать намерение обвиняемого причинить именно тяжкий вред здоровью или смерть потерпевшему, а не иные последствия. Реальность угрозы определяется на основе объективного и субъективного критерия. Объективно реальной может признаваться угроза, которую в сложившейся обстановке виновный действительно мог реализовать. Субъективно реальной признаётся угроза, воспринимаемая потерпевшим как действительно существующая, при условии, что виновный осознавал это и рассчитывал именно на такое психическое воздействие угрозы на потерпевшего.
Не имеет значения, намеревался ли виновный в действительности реализовывать угрозу. Фактическая реализация угрозы находится за пределами данного состава преступления и влечёт ответственность по ст. 105 или 111 УК РФ.

### Субъект преступления
Субъектом преступления является физическое вменяемое лицо, достигшее 16-летнего возраста.

### Субъективная сторона преступления
Субъективная сторона характеризуется виной в форме прямого умысла. Виновный осознаёт, что угроза содержит в себе выражение намерения причинить тяжкий вред здоровью или смерть потерпевшему, что осуществление угрозы возможно в сложившихся условиях и понимает, что потерпевший имеет основания воспринимать угрозу как реальную.

## Порядок уголовного преследования
Статья 119 УК РФ относится к делам публичного обвинения. Это означает, что дело может быть возбуждено как по заявлению потерпевшего или его законных представителей, так и без чьего-либо заявления.

## Квалифицирующие признаки
Квалифицированный состав данного деяния предусмотрен частью 2 ст. 119 УК РФ, которая в качестве отягчающего обстоятельства предусматривает совершение деяния по мотивам политической, идеологической, расовой, национальной или религиозной ненависти или вражды либо по мотивам ненависти или вражды в отношении какой-либо социальной группы.

## Квалификация и отграничение от других составов преступлений
Угрозу убийством или причинением тяжкого вреда здоровья, за которую наступает ответственность по ст. 119 УК РФ, необходимо отграничивать от специальных составов данного преступления (ст. 296, 309, 318, 321, 333 УК РФ).
Кроме того, угроза может выступать в качестве способа совершения другого более тяжкого преступления (например, изнасилования или разбоя). В этом случае дополнительная квалификация по ст. 119 УК РФ не требуется.

## Санкция
Санкция части 1 ст. 119 УК РФ носит альтернативный характер и предусматривает назначение следующих наказаний: обязательные работы на срок до 480 часов, либо ограничение свободы на срок до 2 лет, либо принудительные работы на срок до 2 лет, либо арест на срок до 6 месяцев, либо лишение свободы на срок до 2 лет.
Санкция части 2 ст. 119 УК РФ носит альтернативный и частично кумулятивный характер и предусматривает назначение следующих наказаний: ограничение свободы на срок до 4 лет, либо принудительные работы на срок до 1 года с лишением права занимать определенные должности или заниматься определенной деятельностью на срок до 3 лет или без такового, либо лишением свободы на срок до пяти лет с лишением права занимать определенные должности или заниматься определенной деятельностью на срок до трех лет или без такового.

## Как отличить реальную угрозу от вымышленной?
Пример 1. Гражданин А., поссорившись с гражданином Б., демонстрировал ему ружьё и кричал, что сейчас пристрелит его. В действительности ружьё было не только не заряжено, но и по своему техническому состоянию вообще было давно непригодно к стрельбе. Значит ли это, что реальной угрозы не было?
Нет, потому что, как выяснилось в ходе дознания, Б. не только не знал о неисправности ружья, но и знать не мог в принципе, что А. хранит у себя дома огнестрельное оружие, пусть и неисправное. В этом случае действия А. справедливо были квалифицированы по ч. 1 ст. 119 УК РФ.
Пример 2. Сильно пьющий муж во время ссор постоянно избивал свою жену. Однажды, он даже схватил со стола кухонный нож, приставил ей к горлу и стал кричать, что сейчас зарежет её. Женщине удалось вырваться из квартиры и вызвать полицию. На основании принятого заявления было возбуждено дело, где действия мужа квалифицировались по ч. 1 ст. 119.
Причиной для этого стало то, что в сложившейся ситуации у жены были все основания опасаться того, что пьяный и агрессивный мужчина действительно сможет её убить – пусть даже реально покушения на убийство он ещё не совершил.
Иными словами, в двух первых примерах мы видим, что угроза была реальная. То есть нападавший не просто думал или говорил о том, что нанесет вред, а целенаправленно совершил определенные действия (угрожал ружьем и приставил нож к горлу).
Пример 3. В многоквартирном доме один из жильцов постоянно выбрасывал мусор в окно. Жилец с первого этажа, под чьими окнами этот мусор падал, однажды не выдержал и отправился разбираться с соседом. Во время ссоры он даже выкрикнул: «Ещё раз так сделаешь – я тебя прибью!» Сосед с верхнего этажа записал слова на диктофон и вызвал полицию.
Однако, в возбуждении дела было отказано: сосед снизу не только не собирался никого убивать – но и по состоянию здоровья вообще физически не мог причинить серьёзный вред соседу сверху голыми руками, а никакого оружия или предметов, которые могут быть использованы вместо него, при нём в момент ссоры не было.
В примере 3, в отличие от предыдущих, мы видим, что даже если бы у человека была физическая возможность нанести ущерб своему соседу сверху, он не предпринял никаких действий к осуществлению задуманного. А вот если бы он, к примеру, пришел к соседу и сказал, что знает, во сколько тот уходит и приходит с работы, куда ездит и с кем общается – это было бы расценено следствием как реальная угроза по части первой статьи 119 УК РФ, т. к. угрожающий совершил некие действия (следил), ведущие к осуществлению угрозы.